# Markéta Kulhánková
Markéta Kulhánková (* 25. května 1976 Brno) je docentka klasické filologie, zaměřující se na byzantskou a raně novořeckou literaturu.

## Vzdělání
V roce 2000 vystudovala kombinaci latinského a českého jazyka a literatury a o pět let později k nim přidala také kombinaci novořeckého a starořeckého jazyka a literatury. V roce 2008 získala titul Ph.D. z novořeckého jazyka a literatury, když obhájila disertační práci na téma „Byzantská žebravá poezie v kontextu soudobého literárního dění“. V roce 2017 byla habilitována docentkou klasické filologie s tématem „Das gottgefällige Abenteuer. Eine narratologische Analyse der byzantinischen erbaulichen Erzählungen“.

## Pedagogická a vědecká činnost
V roce 2004 začala vyučovat na Filozofické fakultě Masarykovy univerzity (FF MU). Od roku 2007 nastoupila na Ústav klasických studií FF MU, kde setrvala do února 2022. Od března téhož roku začala působit v Centru raně středověkých studií téže fakulty a současně ve Slovanském ústavu Akademie věd České republiky (SLÚ AV ČR). V roce 2021 se neúspěšně ucházela o post děkanky FF MU, když byla 10. ledna 2022 akademickým senátem zvolena její kolegyně Irena Radová. Dne 5. října 2022 byla Markéta Kulhánková zvolena předsedkyní Českého národního byzantologického komitétu, kde v předchozím 6letém období zastávala místopředsednický post.

## Politické působení
V komunálních volbách roku 2018 neúspěšně kandidovala jako nezávislá do zastupitelstva města Brna. V říjnu 2020 se zúčastnila krajských voleb na kandidátce Spolu pro Moravu. V roce 2021 pak opět neúspěně kandidovala do Poslanecké sněmovny PČR za Stranu zelených.